# Хомланд Парк (Јужна Каролина)
Хомланд Парк (енгл. Homeland Park) насељено је место без административног статуса у америчкој савезној држави Јужна Каролина.

## Демографија
По попису из 2010. године број становника је 6.296, што је 41 (-0,6%) становника мање него 2000. године.
| Група             | 2000.         | 2010.         |
| Белци             | 4.827 (76,2%) | 3.793 (60,2%) |
| Афроамериканци    | 1.324 (20,9%) | 2.001 (31,8%) |
| Азијати           | 18 (0,3%)     | 18 (0,3%)     |
| Хиспаноамериканци | 93 (1,5%)     | 355 (5,6%)    |
| Укупно            | 6.337         | 6.296         |